# انتون کرومیخ
انتون کرومیخ (اوکراینی: Антон Хромих؛ زادهٔ ۲۳ مهٔ ۱۹۸۲) بازیکن فوتبال اهل اوکراین است.
از باشگاه‌هایی که در آن بازی کرده‌است می‌توان به باشگاه فوتبال استال آلچفسک و باشگاه فوتبال چورنومورتس اودسا اشاره کرد.